# Nowa Bogacica
Nowa Bogacica (niem. Karlsgrund)– wieś w Polsce położona w województwie opolskim, w powiecie kluczborskim, w gminie Kluczbork. Administracyjnie do wsi należy przysiółek Kolonia Piecowa.
W latach 1975–1998 miejscowość administracyjnie należała do ówczesnego województwa opolskiego.